# NGC 2310
NGC 2310 est une galaxie lenticulaire vue par la tranche et située dans la constellation de la Poupe. NGC 2310 a été découverte par l'astronome britannique John Herschel en 1835.

## Caractéristiques
Sa vitesse par rapport au fond diffus cosmologique est de 1 291 ± 46 km/s, ce qui correspond à une distance de Hubble de 19,0 ± 1,5 Mpc (∼62 millions d'al).
À ce jour, trois mesures non basées sur le décalage vers le rouge (redshift) donnent une distance de 11,247 ± 3,569 Mpc (∼36,7 millions d'al), ce qui est un peu à l'extérieur des valeurs de la distance de Hubble. Puisque cette galaxie est relativement rapprochée du Groupe local, il est probable que cette valeur soit plus près de la distance réelle de NGC 2310. Notons que c'est avec la valeur moyenne des mesures indépendantes, lorsqu'elles existent, que la base de données NASA/IPAC calcule le diamètre d'une galaxie.